# Падалка, Григорий Лаврентьевич
Григорий Лаврентьевич Падалка (1893—1974) — советский учёный-геолог, профессор, первооткрыватель месторождений редких металлов.

## Биография
Родился в 1893 году[уточнить], Область Войска Донского, Российская империя.
В 1921 году окончил Горный институт в Петрограде.
Доктор геолого-минералогических наук по специальности «Геология и петрология», без защиты диссертации.
С 1918 года работал в Геологическом комитете (в дальнейшем ВСЕГЕИ). В 1927 году избран Учёным советом кандидатом на должность геолога Геолкома.
Специалист по месторождениям редких металлов и региональной металлогении. Автор научных публикаций.
Скончался 18 апреля 1974 года в СССР[где?].

## Награды и премии
- 1944 — орден Знак Почёта

## Членство в организациях
- 1922 — Всесоюзное минералогическое общество